# SN 2008H
SN 2008H – supernowa typu II-P odkryta 15 stycznia 2008 roku w galaktyce E499-G05. W momencie odkrycia miała maksymalną jasność 17,40m.